# عکاسی فرابنفش

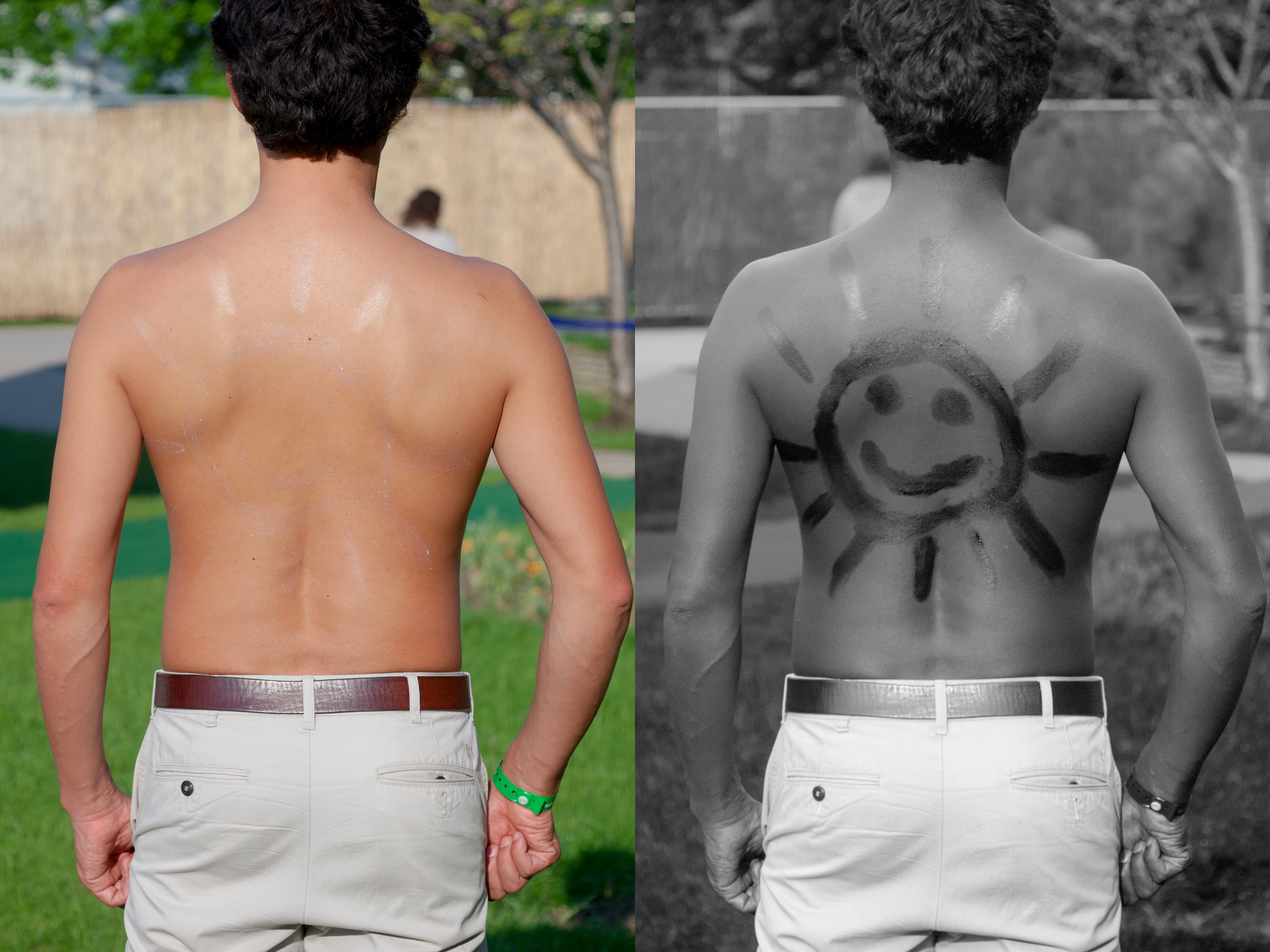
پوست انسان با طرح ضدآفتاب: در نور و پرتو فرابنفش.

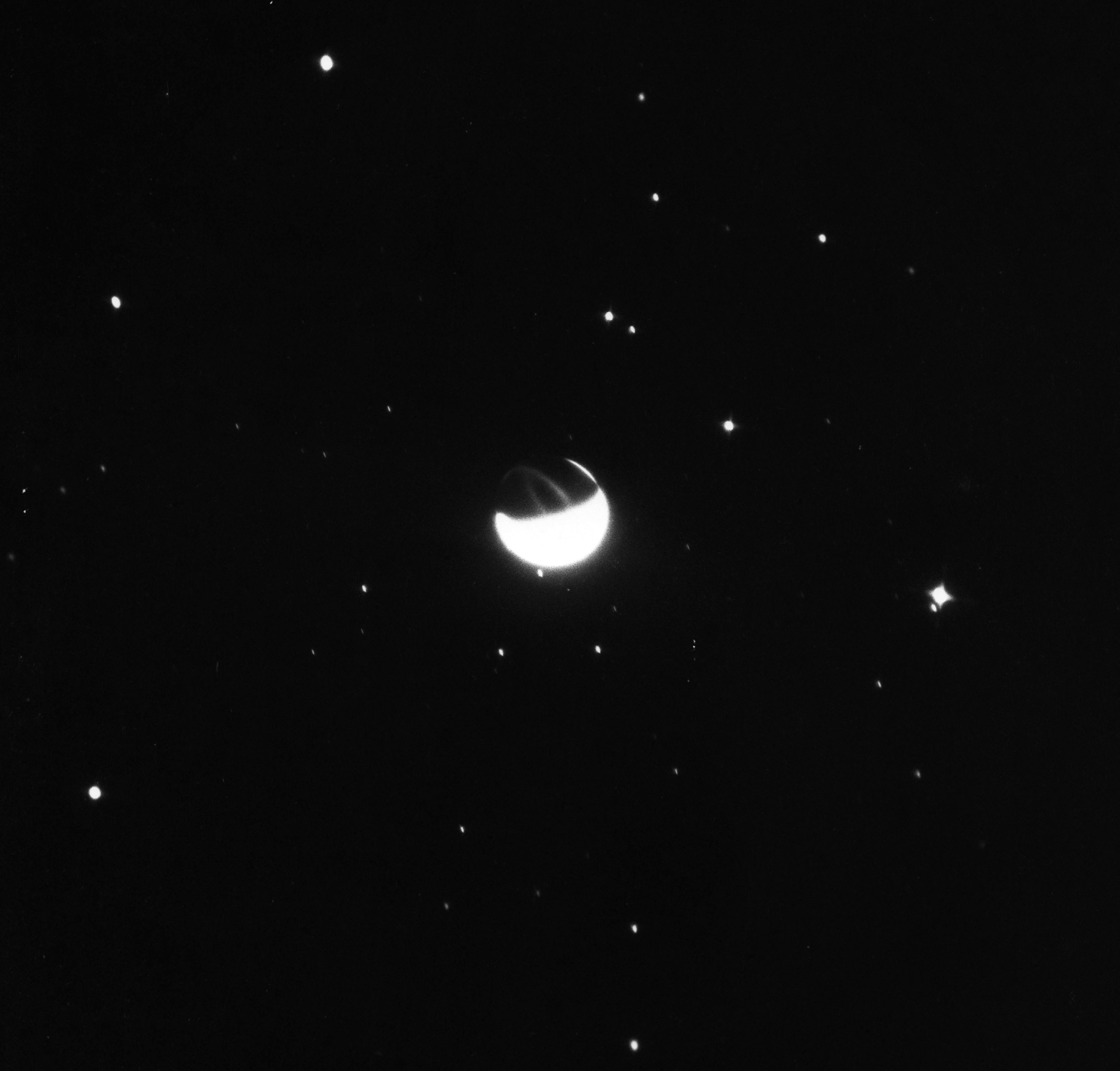
زمین در پرتوهای فرابنفش دور؛ تصویر گرفته‌شده توسط فرمانده آپولو ۱۶، جان دبلیو یانگ. کمربندهای شفق ۱۳ درجه‌ای در دو سمت استوای مغناطیسی را می‌توان در حال عبور از یکدیگر در وسط سمت راست زمین مشاهده کرد.

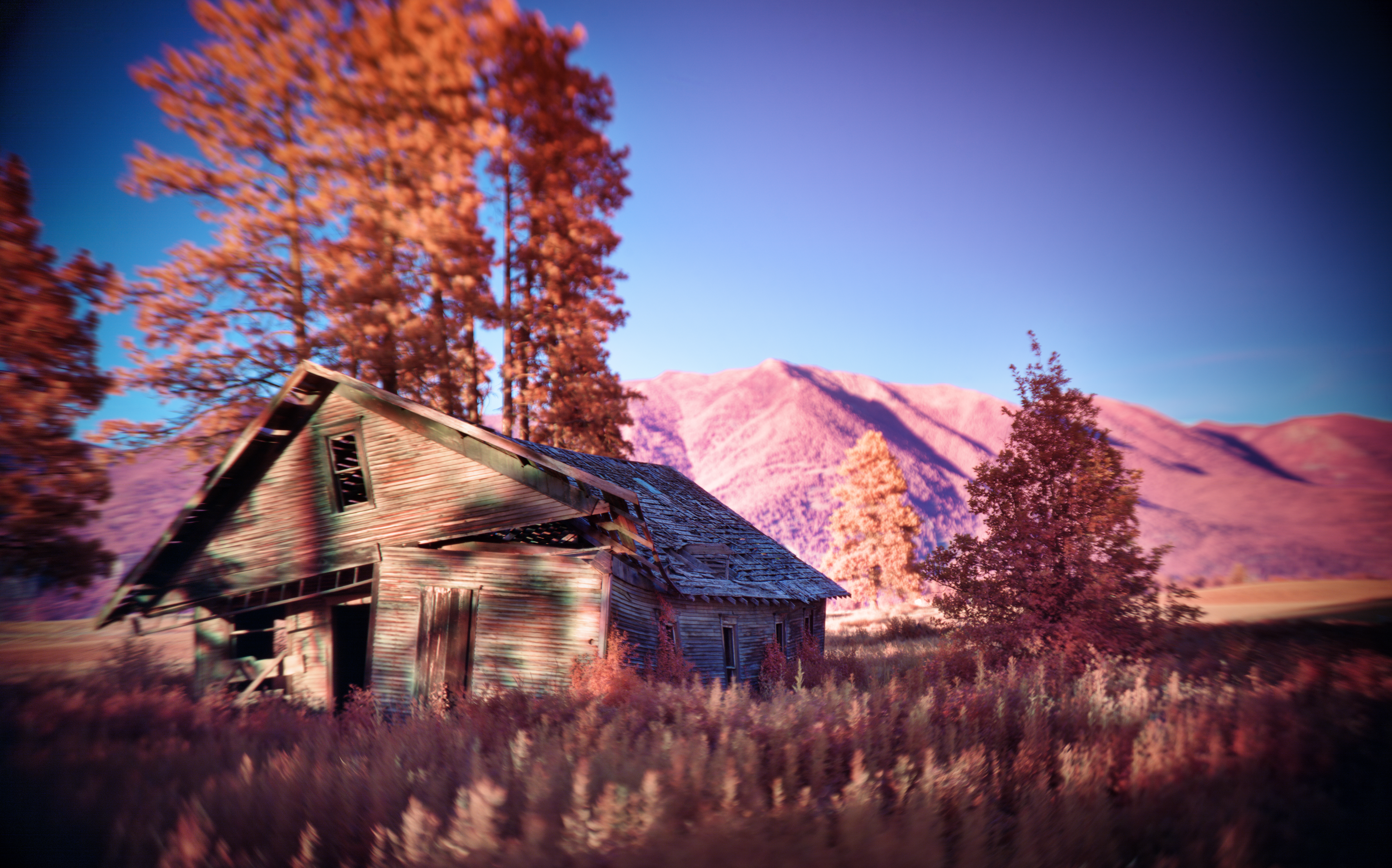
یک عکس رنگی کاذب با تابش فرابنفش (۳۳۵–۳۶۵ نانومتر) که با کانال آبی، نور سبز (۵۰۰–۶۰۰ نانومتر) به کانال سبز و تابش فروسرخ (۷۲۰–۸۵۰ نانومتر) به کانال سرخ تهیه شده‌است.

عکاسی فرابنفش (انگلیسی: Ultraviolet photography) فرایند عکاسی برای ثبت تصاویر با استفاده از تابش طیف فرابنفش (UV) است. تصاویر گرفته‌شده با پرتو فرابنفش با اهداف علمی، پزشکی یا هنری تهیه می‌شوند. این تصاویر ممکن است خراب‌شدن آثار هنری یا ساختارهایی را که در زیر نور آشکار نمی‌شوند را نشان دهند. ممکن است از تصاویر پزشکی تشخیصی برای تشخیص برخی اختلالات پوستی یا به عنوان شواهد آسیب استفاده شود. برخی از حیوانات، به ویژه حشرات، از طول‌موج‌های فرابنفش برای دیدن استفاده می‌کنند؛ بنابراین عکاسی فرابنفش می‌تواند به بررسی علائم گیاهانی که حشرات را جذب می‌کنند کمک کند، در حالی‌که این علائم با چشم غیرمسلح برای انسان نامرئی است. عکاسی فرابنفش از مکان‌های باستانی ممکن است مصنوعات یا الگوهایی را نشان دهد که بدون استفاده از عکاسی فرابنفش قابل مشاهده نیستند.
تصاویر فرابنفش رنگ ندارند زیرا پرتو فرابنفش برای چشم انسان نامرئی است.
عکس‌هایی از رنگ‌هایی که تحت نور فرابنفش فلورسانس می‌کنند، نمونه‌هایی از عکاسی فلورسانس فرابنفش هستند.

## دید کلی
نور (طیف الکترومغناطیسی مرئی) ناحیه طیفی از حدود ۴۰۰ تا ۷۵۰ نانومتر را می‌پوشاند. این طیف تابش مورد استفاده در عکاسی معمولی است. باند تابشی که از حدود ۱۰ نانومتر تا ۴۰۰ نانومتر امتداد دارد، به عنوان تابش فرابنفش (UV) شناخته می‌شود. طیف نگارهای UV این محدوده را به سه باند تقسیم می‌کنند:
- فرابنفش نزدیک، near UV، (طول موج ۳۸۰–۲۰۰ نانومتر؛ به اختصار NUV)
- فرابنفش دور، far UV، یا فرابنفش خلاء، vacuum UV، (طول موج ۲۰۰–۱۰ نانومتر؛ به اختصار FUV یا VUV)
- فرابنفش فرین، extreme UV، (طول موج ۳۱–۱ نانومتر؛ به اختصار EUV یا XUV).

به چند دلیل، فقط فرابنفش نزدیک برای عکاسی UV مورد توجه است. هوای معمولی تا طول‌موج‌های زیر حدود ۲۰۰ نانومتر مات است و بیشتر شیشه‌های عدسی شفاف زیر حدود ۱۸۰ نانومتر مات هستند. عکاسان UV، پرتو فرابنفش نزدیک را به دسته‌های زیر تقسیم می‌کنند:
- موج بلند فرابنفش که از ۳۲۰ تا ۴۰۰ نانومتر امتداد دارد و UV-A نیز نامیده می‌شود،
- موج میانی فرابنفش که از ۲۸۰ تا ۳۲۰ نانومتر امتداد دارد و UV-B نیز نامیده می‌شود،
- موج کوتاه فرابنفش که از ۲۰۰ تا ۲۸۰ نانومتر امتداد دارد و UV-C نیز نامیده می‌شود.

(این اصطلاحات را نباید با قسمت‌هایی از طیف رادیویی با نام‌های مشابه اشتباه گرفت.)
دو راه برای استفاده از پرتو فرابنفش در عکاسی وجود دارد: عکاسی فرابنفش بازتابی و فلورسانس القایی فرابنفش. عکاسی فرابنفش بازتابی کاربردهای عملی در زمینه‌های پزشکی، پوست‌شناسی، گیاه‌شناسی، جرم‌شناسی و تئاتر پیدا کرده‌است.
نور خورشید در دسترس‌ترین منبع رایگان پرتو فرابنفش برای استفاده در عکاسی فرابنفش بازتابی است، اما کیفیت و کمیت تابش به شرایط اتمسفر بستگی دارد. در این نوع عکاسی، یک روز روشن و خشک بسیار غنی از پرتو فرابنفش است و به یک روز ابری یا بارانی ترجیح داده می‌شود.
منبع مناسب دیگر فلاش الکترونیکی است که می‌تواند به‌طور مؤثر در ترکیب با یک بازتابنده آلومینیومی استفاده شود. برخی از واحدهای فلاش دارای شیشه مخصوص جذب UV بر روی لامپ فلاش هستند که باید پیش از نوردهی برداشته شود. شیشه مخصوص جذب UV همچنین به حذف بخشی از (۹۰٪) پوشش طلایی برخی از لامپ‌های فلاش کمک می‌کند که در غیر این صورت UV را از بین می‌برند.
بیشتر منابع مدرن UV بر پایه قوس جیوه مهروموم‌شده در یک لوله شیشه‌ای هستند. پوشش داخلی این لوله با فسفر مناسب، آن را به یک منبع مؤثر UV موج بلند تبدیل می‌کند.
در سال‌های اخیر، دیودهای نورگسیل فرابنفش (UV-LEDs) به صورت تجاری در دسترس قرار گرفته‌اند. گروه‌بندی چندین UV-LED می‌تواند منبع کافی و قوی برای عکاسی بازتابی فرابنفش فراهم کند، اگرچه باند موج انتشار دیودهای نورگسیل فرابنفش معمولاً تا حدودی باریک‌تر از نور خورشید یا فلاش الکترونیکی است.
از لامپ‌های ویژه فرابنفش که به نام لامپ‌های فلورسانس نور سیاه شناخته می‌شوند نیز می‌توان برای عکاسی با امواج فرابنفش بلند استفاده کرد.

## نگارخانه

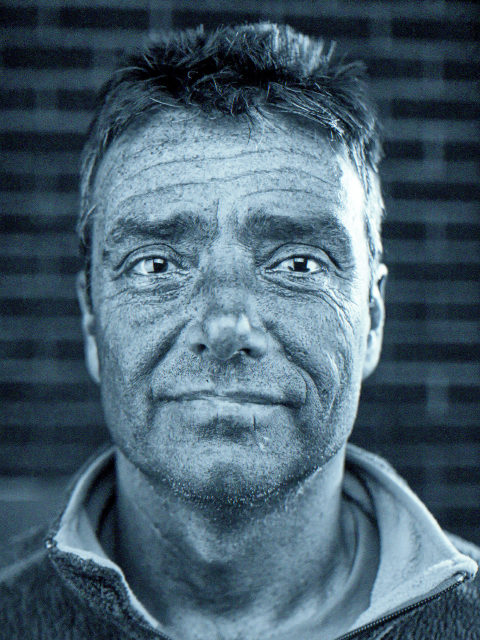
پرتره‌ای که فقط با استفاده از اشعه ماوراء بنفش بین طول موج‌های ۳۳۵ و ۳۶۵ نانومتر گرفته شده است.
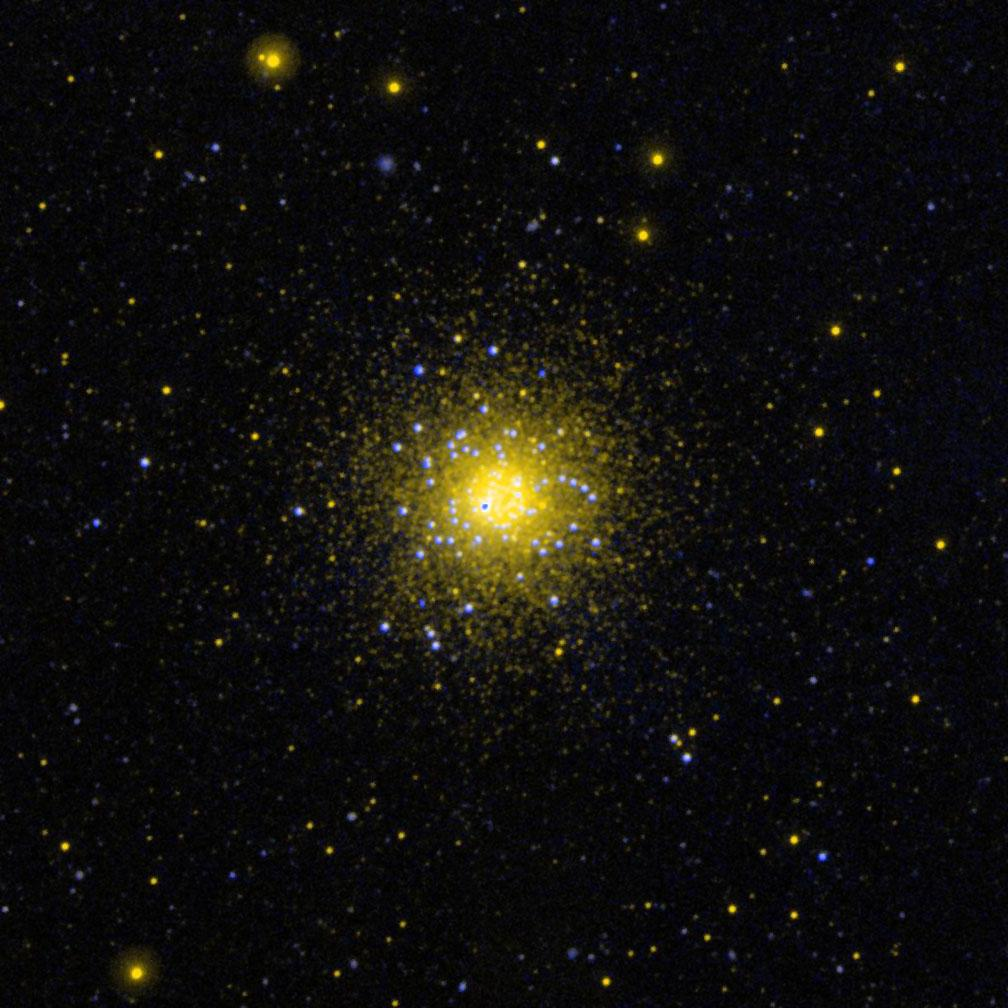
اخترشناسی فرابنفش از خوشه کروی NGC 1851 در صورت فلکی جنوبی کلمبا.
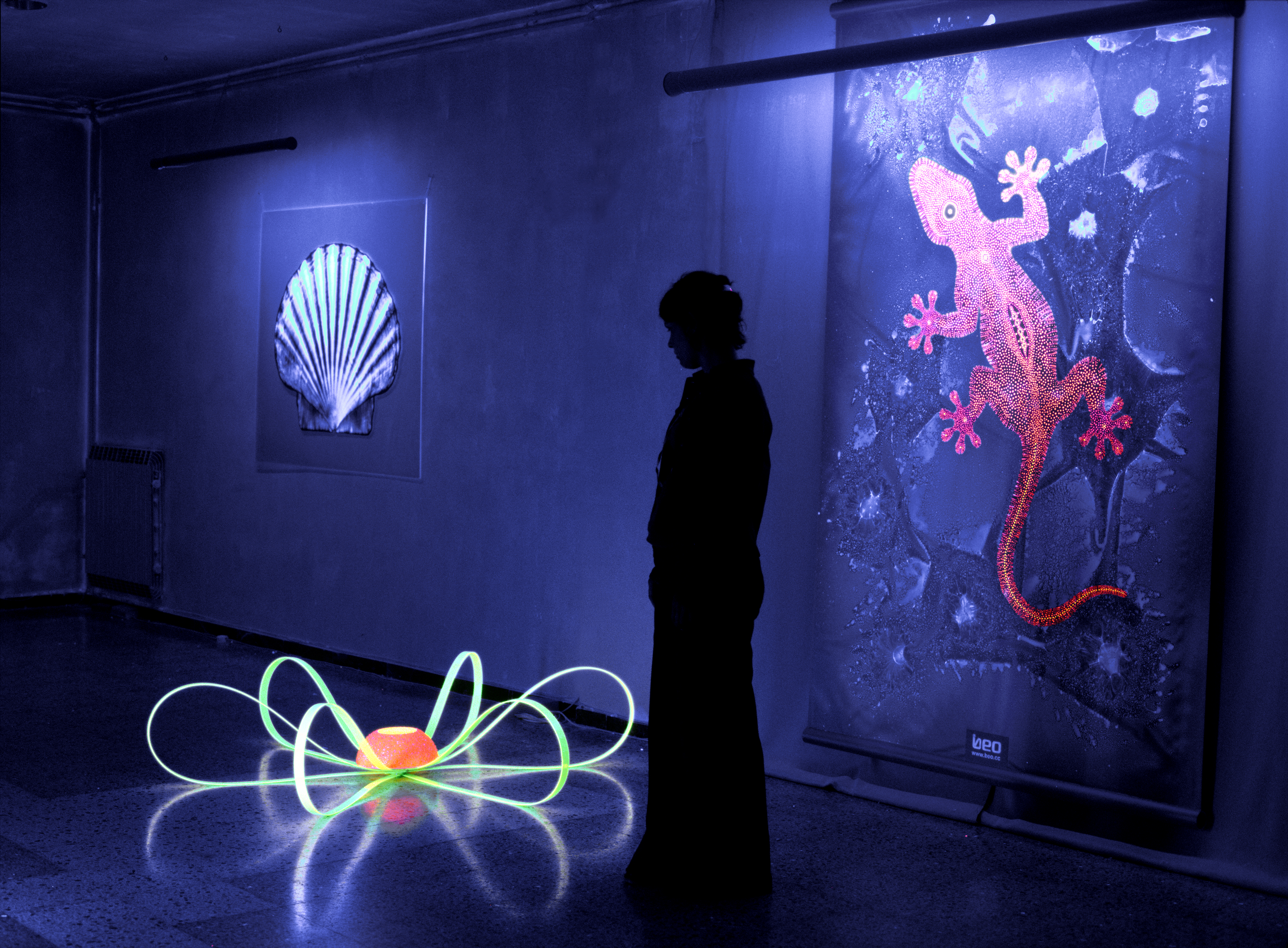
مواد فلورسنت در معرض اشعه UV. هیچ فیلتری برای جذب نور بنفش استفاده نمی‌شود. عکس گرفته شده با فیلم نور روز.
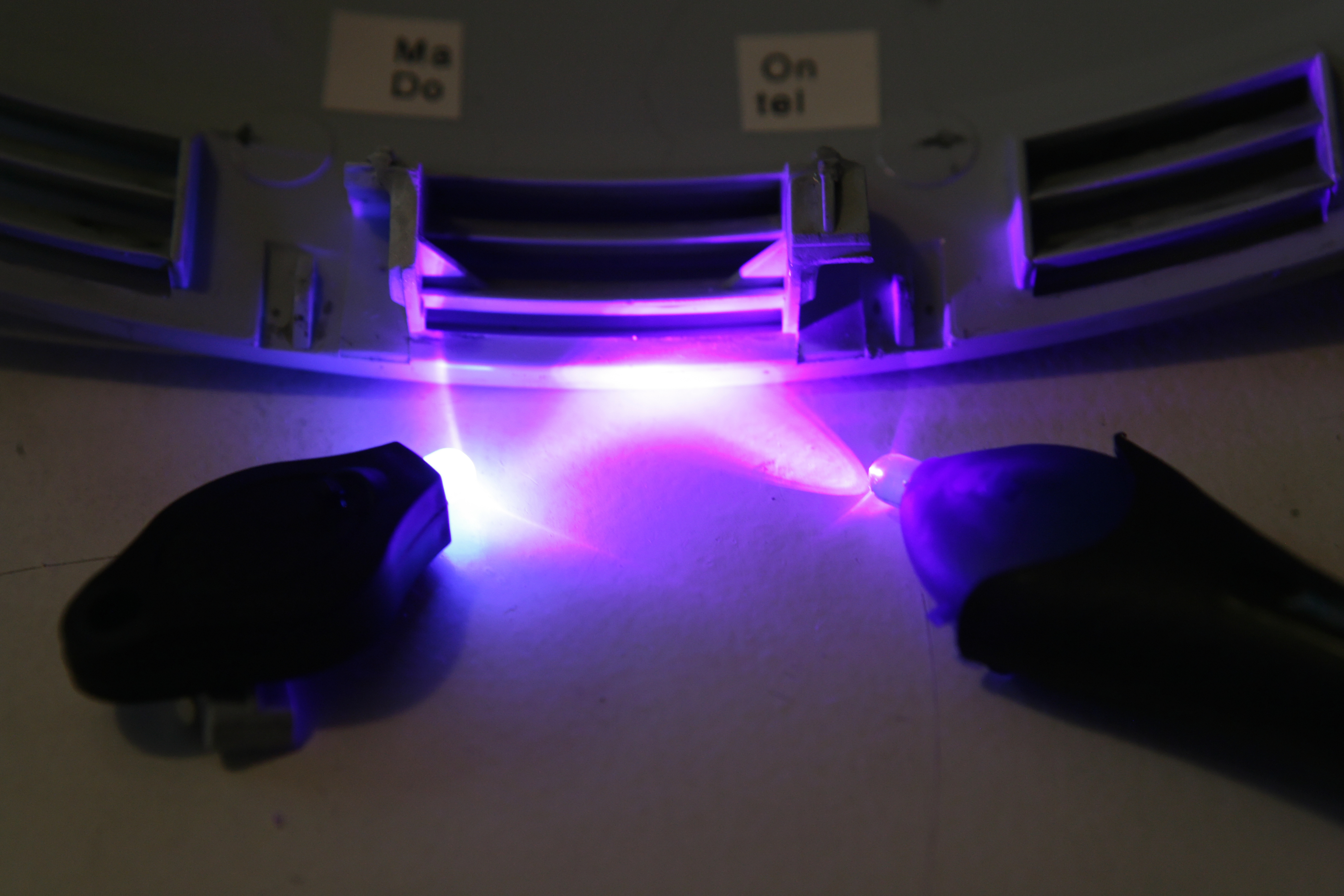
ال ای دی های فرابنفش
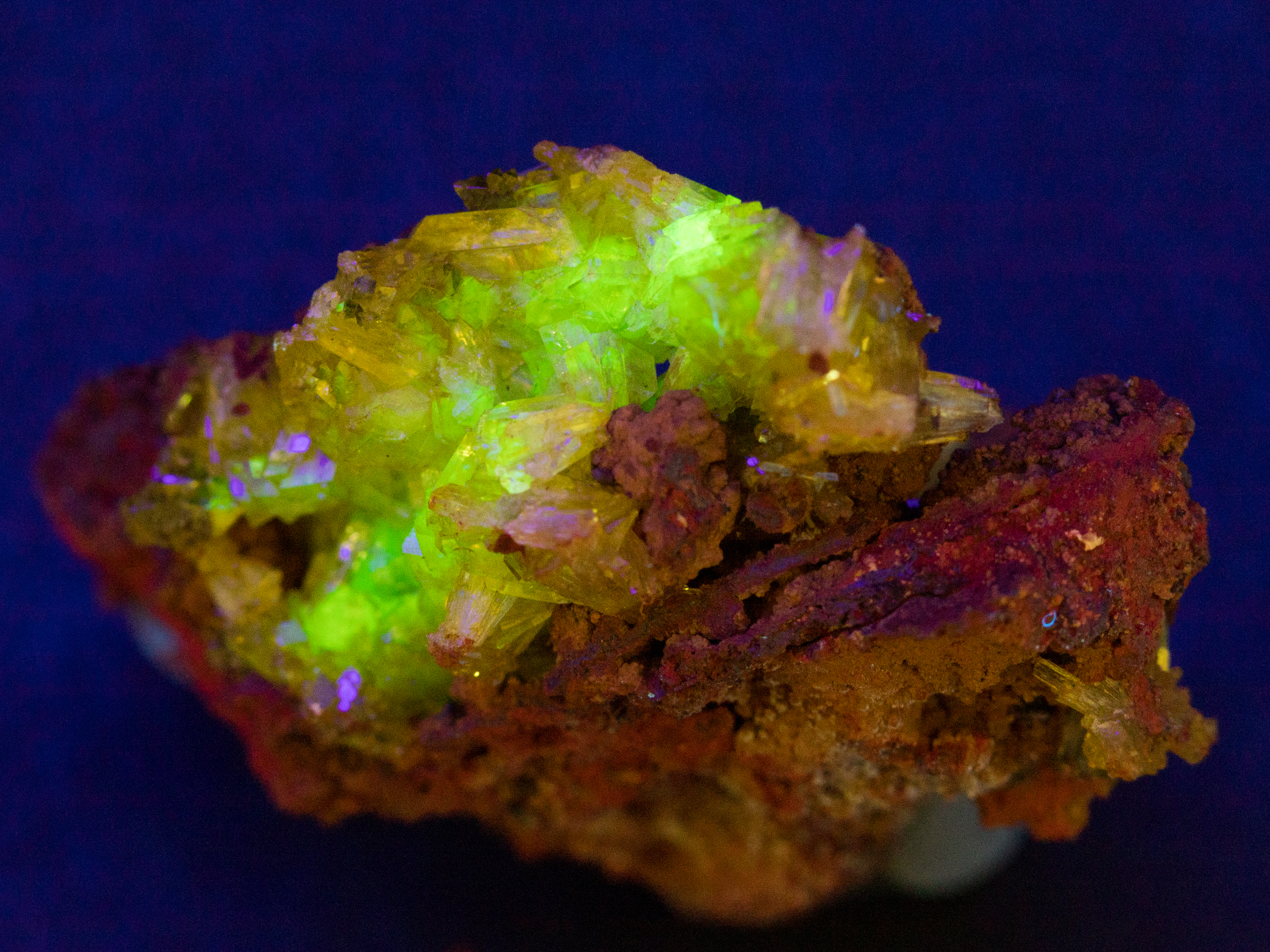
آدامیت زیر نور فرابنفش-۱۶۶۹